# Mexicaanse whippoorwill
De Mexicaanse whippoorwill (Antrostomus arizonae; synoniem: Caprimulgus arizonae) is een vogel uit de familie Caprimulgidae (nachtzwaluwen). 

## Verspreiding en leefgebied
Deze soort komt voor van de westelijke Verenigde Staten zuidelijk tot Honduras en telt vijf ondersoorten:
- A. a. arizonae: van de zuidwestelijk Verenigde Staten tot centraal Mexico.
- A. a. setosus: oostelijk Mexico.
- A. a. oaxacae: zuidwestelijk Mexico.
- A. a. chiapensis: zuidoostelijk Mexico en Guatemala.
- A. a. vermiculatus: Honduras en El Salvador.